# ミハイル・ミシュスチン
ミハイル・ウラジーミロヴィチ・ミシュスチン（ロシア語: Михаи́л Влади́мирович Мишу́стин, ラテン文字転写: Mikhail Vladimirovich Mishustin、1966年3月3日 - ）は、ロシア連邦の政治家、経済学者、一等ロシア連邦経済勤務国家顧問、経済学博士。2020年1月より連邦政府議長・ロシア・ベラルーシ連盟国（正式名称は「連盟国」）の閣僚会議議長（首相）を務めている。それ以前は連邦税務局長官を務めた。
ロシアの納税システムの近代化およびデジタル化を成し遂げた税務官僚としての実績を評価され、政治的実績は皆無でありながらメドヴェージェフの後任の首相に指名された。

## 来歴

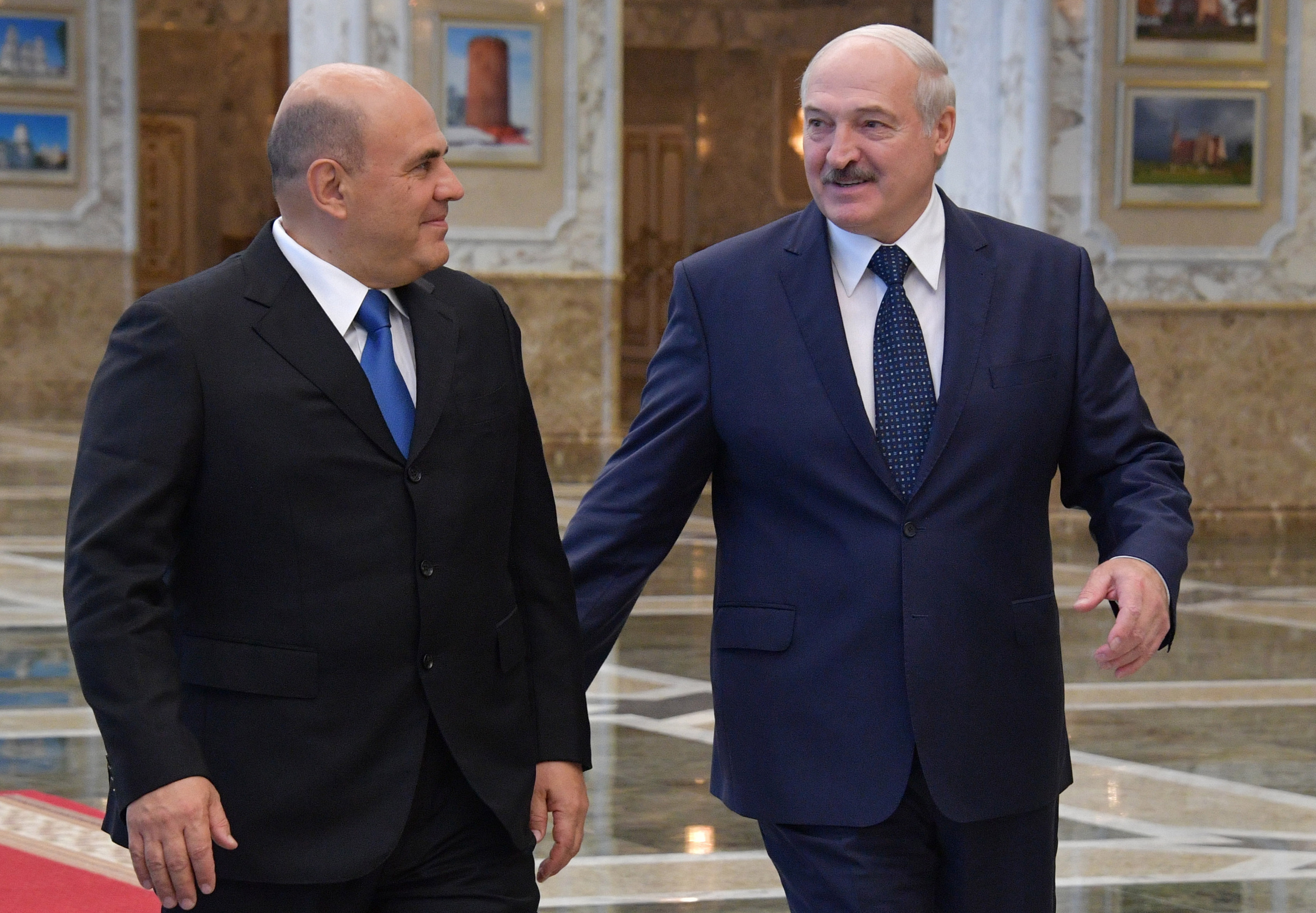
2020年、ベラルーシ大統領アレクサンドル・ルカシェンコと

1966年3月3日にソビエト連邦のロシア・ソビエト連邦社会主義共和国のロブニャでユダヤ系ロシア人の父親とロシア人の母親のもとに誕生した。
1989年にモスクワ機械・精密機器大学でシステム工学の学位を取得し、1992年に同大学の大学院を修了した。大学院修了後は試験所の監督として働き始め、後に公的非営利団体となる International Computer Club (IAC) の理事会を率いた。1998年にロシア連邦税務局に入局し、税務・公共料金担当省（国税庁）次官、経済開発貿易省連邦不動産総局局長、連邦経済特別区管理局局長を歴任した。2008年3月には公務員を退職し、再び投資分野のビジネスを開始する。2009年2月に大統領の人事リストに入る。2010年4月に連邦税務局長官に任命される。
2020年1月15日にドミートリー・メドヴェージェフ首相が内閣総辞職を表明したのに伴い、ウラジーミル・プーチン大統領より後継の首相に指名される。翌日に国家院議会がミハイル・ミシュスチンを賛成383票・反対0票・棄権41票で承認し、第11代連邦政府議長に就任した。それと同時に連邦税務局長官を退任した。
2022年2月にロシアによるウクライナ侵攻が開始されたことでロシア政府の高官は軒並み各国からの制裁対象となり、首相のミシュスチンも例外ではなかった。しかしミシュスチン自身は経済テクノクラートであることから戦争とは距離をおいており、主に西側諸国による経済制裁に対する反発は表明しているが、戦争に対する直接的な公式発言をほぼ行っていない。
2024年5月7日にプーチンが大統領5期目に突入し、憲法規定に従い内閣総辞職したが、下院の首相再任を経て5月10日にプーチンより首相に再任命された。ウクライナ侵攻に伴う欧米諸国からの経済制裁に対処してきた手腕をプーチンが高く評価したとされている。

## 新型コロナウイルス感染
新型コロナウイルス感染症の流行では対策本部を指揮している。2020年4月30日にプーチン大統領とのビデオ通話による面談で「新型コロナウイルスの検査を受け、陽性反応が出た」と報告し、当面は他人との接触を絶つために自主隔離に入り、執務・会議についてはリモートワークにより継続した。その間アンドレイ・ベロウソフ第一副首相が首相代行を務め、5月19日に復職した。